# A Dot of Black in the Blue of Your Bliss
A Dot Of Black In The Blue Of Your Bliss é o segundo álbum solo do ex-membro da banda norueguesa A-ha Magne Furuholmen como Magne F. Este álbum foi lançado em 300 cópias limitadas de seis faixas de vinil em fevereiro de 2008 e, em seguida, como um CD normal em maio de 2008. As cópias em vinil limitadas incluem uma cobertura especial pintada a mão pelo próprio Magne Furuholmen, bem como o CD e um cartaz que junta todas as capas pintadas à mão que fazem parte de uma obra de arte maior.

## Faixas
Lançamento Oficial
1. "Intro"
2. "A Dot of Black in the Blue of Your Bliss"
3. "Come Back"
4. "The Longest Night"
5. "Time & Place"
6. "Running Out of Reasons"
7. "Forgotten Not Forgiven"
8. "More Than Good Enough"
9. "Too Far, Too Fast"
10. "Watch This Space"

Lançamento em Vinil
1. "A Dot of Black in the Blue of Your Bliss"
2. "The Longest Night"
3. "Time & Place"
4. "Come Back"
5. "Running Out of Reasons"
6. "More Than Good Enough"